# Высичка
Высичка (укр. Висічка) — село в Борщёвской городской общине Чортковского района Тернопольской области Украины.
До 2020 года входило в Борщёвский район.
Код КОАТУУ — 6120881901. Население по переписи 2001 года составляло 586 человек.

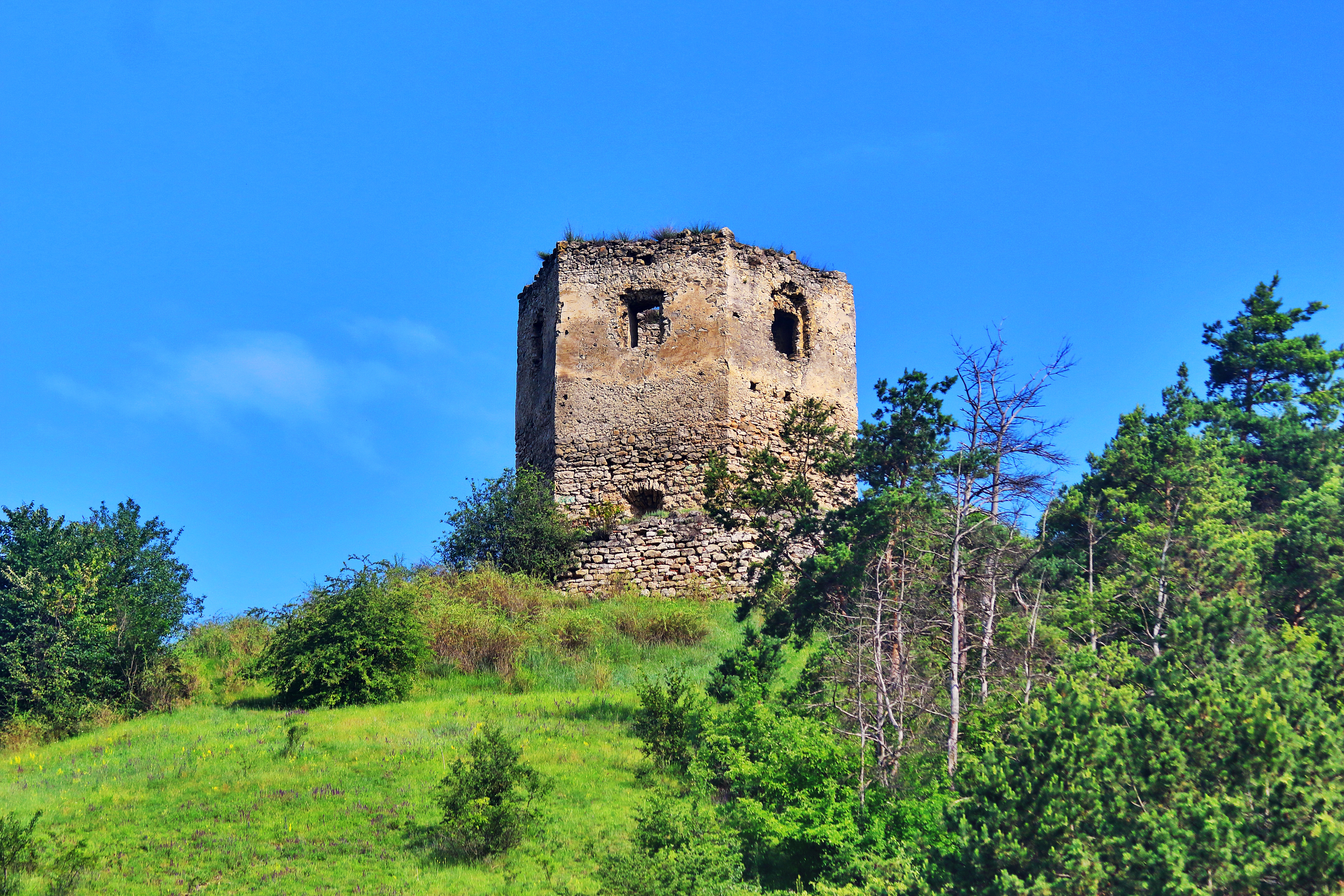
Руины замка

## Географическое положение
Село Высичка находится на правом берегу реки Ничлава в месте впадения в неё реки Драпанка,
выше по течению на расстоянии в 1,5 км расположено село Верхняковцы,
на противоположном берегу и
ниже по течению примыкает село Пищатинцы.
Рядом проходит автомобильная дорога Т-2018.

## Объекты социальной сферы
- Школа I ст.